# Harpactea sanctidomini
Harpactea sanctidomini är en spindelart som beskrevs av Gasparo 1997. Harpactea sanctidomini ingår i släktet Harpactea och familjen ringögonspindlar.
Artens utbredningsområde är Italien. Inga underarter finns listade i Catalogue of Life.